# Balázs Pődör
Balázs Pődör (ur. 1975 w Budapeszcie) – węgierski kierowca wyścigowy.

## Biografia
W 1993 roku rozpoczął starty gokartami, zaś rok później zadebiutował w kartingowych mistrzostwach Węgier. W 2001 roku zdobył trzecie miejsce w mistrzostwach kraju w klasie Intercontinental A. W latach 2001–2002 testował samochód Formuły Volkswagen, zaś w 2003 roku zadebiutował takim pojazdem w Węgierskiej Formule 2000. W sezonie 2004 zmienił pojazd na Tatuusa Formuły Renault i zdobył wicemistrzostwo. Rok później po odniesieniu trzech zwycięstw został mistrzem, natomiast w sezonie 2006 ponownie był wicemistrzem. W 2008 roku Pődör zadebiutował w Węgierskiej Formule Renault i zdobył tytuł mistrza kraju. W latach 2013–2015 zdobywał tytuły wicemistrzowskie w Węgierskiej Formule 2000.
Poza granicami Węgier Pődör startował również w innych seriach, jak ÖRM, Austriacka Formuła 3 czy Mistrzostwa Europy Strefy Centralnej. Startował również w wyścigach górskich.
Mieszka w Budapeszcie, gdzie prowadzi szkołę kartingową.

## Wyniki
| Legenda oznaczeń w tabelach wyników Wyświetl szablon na nowej stronie | Legenda oznaczeń w tabelach wyników Wyświetl szablon na nowej stronie                                                                     |
| Oznaczenie                                                            | Wyjaśnienie |
| --------------------------------------------------------------------- | --- |
| Złoty                                                                 | Zwycięzca lub mistrzostwo |
| Srebrny                                                               | 2. miejsce lub wicemistrzostwo |
| Brązowy                                                               | 3. miejsce lub II wicemistrzostwo |
| Zielony                                                               | Ukończył, punktował (w klasyfikacji generalnej, gdy zdobył co najmniej jeden punkt na przestrzeni sezonu, poza trzema powyższymi opcjami) |
| Niebieski                                                             | Ukończył, nie punktował (w klasyfikacji generalnej, gdy nie zdobył co najmniej jednego punktu na przestrzeni sezonu)                      |
| Czerwony                                                              | Nie zakwalifikował się (NZ) |
| Czerwony                                                              | Nie prekwalifikował się (NPK) |
| Różowy                                                                | Nie ukończył (NU) |
| Różowy                                                                | Niesklasyfikowany (NS) (w klasyfikacji generalnej, gdy nie został sklasyfikowany w żadnym wyścigu sezonu)                                 |
| Czarny                                                                | Zdyskwalifikowany (DK) |
| Czarny                                                                | Wykluczony (WYK/EX) |
| Biały                                                                 | Nie wystartował (NW) |
| Biały                                                                 | Kontuzjowany (K/INJ) |
| Biały                                                                 | Wyścig odwołany (OD/C) |
| Bez koloru                                                            | Został wycofany (WYC/WD) |
| Bez koloru                                                            | Nie przybył (NP/DNA) |
| Bez koloru                                                            | Nie brał udziału w treningach (NT/DNP) |
| Bez koloru                                                            | Nie został zgłoszony (–) |
| Pogrubienie                                                           | Start z pole position |
| Kursywa                                                               | Najszybsze okrążenie wyścigu |
| †                                                                     | Nie ukończył, ale jego rezultat został zaliczony ze względu na przejechanie więcej niż 90% dystansu wyścigu.                              |
| *                                                                     | Sezon w trakcie |
| 1/2/3                                                                 | Punktowana pozycja w sprincie kwalifikacyjnym                                                                                             |
| Lista systemów punktacji Formuły 1                                    | |

### Węgierska Formuła Renault
| Rok  | Zespół                 | Samochód      | Silnik  | Wyniki w poszczególnych eliminacjach | Wyniki w poszczególnych eliminacjach | Wyniki w poszczególnych eliminacjach | Wyniki w poszczególnych eliminacjach | Wyniki w poszczególnych eliminacjach | Wyniki w poszczególnych eliminacjach | Wyniki w poszczególnych eliminacjach | Wyniki w poszczególnych eliminacjach | Wyniki w poszczególnych eliminacjach | Wyniki w poszczególnych eliminacjach | Wyniki w poszczególnych eliminacjach | Wyniki w poszczególnych eliminacjach | Pkt. | Msc. |
| ---- | ---------------------- | ------------- | ------- | ------------------------------------ | ------------------------------------ | ------------------------------------ | ------------------------------------ | ------------------------------------ | ------------------------------------ | ------------------------------------ | ------------------------------------ | ------------------------------------ | ------------------------------------ | ------------------------------------ | ------------------------------------ | ---- | ---- |
| 2008 |                        |               |         | Węgry                                | Węgry                                | Węgry                                | Węgry                                | Węgry                                | Węgry                                | Węgry                                | Węgry                                | Węgry                                | Węgry                                | Węgry                                | Węgry                                | 66   | 1    |
| 2008 | Patkó Autó- Motorsport | Tatuus FR2000 | Renault | NU                                   | 1                                    | 1                                    | NU                                   | 3                                    | 3                                    | 1                                    | NU                                   | 2                                    | 2                                    | 2                                    | -                                    | 66   | 1    |
| 2016 |                        |               |         | Węgry                                | Węgry                                | Węgry                                | Węgry                                | Węgry                                | Słowacja                             | Słowacja                             | Czechy                               | Czechy                               | Węgry                                | Węgry                                | Węgry                                | 18   | 6    |
| 2016 | F&F Menedzsment        | Tatuus FR2000 | Renault | -                                    | -                                    | -                                    | -                                    | -                                    | -                                    | -                                    | -                                    | -                                    | 1                                    | 2                                    | NU                                   | 18   | 6    |

### Węgierska Formuła 2000
| Rok  | Zespół                 | Samochód           | Silnik     | Wyniki w poszczególnych eliminacjach | Wyniki w poszczególnych eliminacjach | Wyniki w poszczególnych eliminacjach | Wyniki w poszczególnych eliminacjach | Wyniki w poszczególnych eliminacjach | Wyniki w poszczególnych eliminacjach | Wyniki w poszczególnych eliminacjach | Wyniki w poszczególnych eliminacjach | Wyniki w poszczególnych eliminacjach | Wyniki w poszczególnych eliminacjach | Wyniki w poszczególnych eliminacjach | Wyniki w poszczególnych eliminacjach | Wyniki w poszczególnych eliminacjach | Wyniki w poszczególnych eliminacjach | Pkt. | Msc. |
| ---- | ---------------------- | ------------------ | ---------- | ------------------------------------ | ------------------------------------ | ------------------------------------ | ------------------------------------ | ------------------------------------ | ------------------------------------ | ------------------------------------ | ------------------------------------ | ------------------------------------ | ------------------------------------ | ------------------------------------ | ------------------------------------ | ------------------------------------ | ------------------------------------ | ---- | ---- |
| 2003 |                        |                    |            | Węgry                                | Węgry                                | Węgry                                | Węgry                                | Węgry                                | Węgry                                | Węgry                                | Węgry                                | Węgry                                | Węgry                                |                                      |                                      |                                      |                                      | 8    | NS   |
| 2003 | Titánia ASE            | Reynard Formula VW | Volkswagen | -                                    | -                                    | -                                    | -                                    | -                                    | -                                    | 3                                    | 3                                    | -                                    | -                                    |                                      |                                      |                                      |                                      | 8    | NS   |
| 2004 |                        |                    |            | Węgry                                | Węgry                                | Węgry                                | Węgry                                | Węgry                                | Węgry                                | Węgry                                | Węgry                                | Węgry                                | Węgry                                | Węgry                                | Węgry                                |                                      |                                      | 92   | 2    |
| 2004 | Patkó Autó- Motorsport | Tatuus FR2000      | Renault    | 2                                    | 2                                    | 1                                    | 2                                    | 2                                    | 2                                    | 3                                    | 5                                    | 2                                    | 2                                    | 2                                    | 2                                    |                                      |                                      | 92   | 2    |
| 2005 |                        |                    |            | Węgry                                | Węgry                                | Węgry                                | Węgry                                | Węgry                                | Węgry                                | Węgry                                | Węgry                                | Węgry                                | Węgry                                | Węgry                                | Węgry                                |                                      |                                      | 84   | 1    |
| 2005 | Patkó Autó- Motorsport | Tatuus FR2000      | Renault    | 2                                    | 1                                    | 3                                    | 2                                    | 3                                    | 2                                    | 1                                    | 1                                    | 2                                    | 2                                    | 2                                    | -                                    |                                      |                                      | 84   | 1    |
| 2006 |                        |                    |            | Węgry                                | Węgry                                | Węgry                                | Węgry                                | Węgry                                | Węgry                                | Węgry                                | Węgry                                | Węgry                                | Węgry                                | Węgry                                | Węgry                                |                                      |                                      | 72   | 2    |
| 2006 | Patkó Autó- Motorsport | Tatuus FR2000      | Renault    | 2                                    | 2                                    | 3                                    | 2                                    | 2                                    | 2                                    | 3                                    | 2                                    | 1                                    | 2                                    | -                                    | -                                    |                                      |                                      | 72   | 2    |
| 2007 |                        |                    |            | Węgry                                | Węgry                                | Węgry                                | Węgry                                | Węgry                                | Węgry                                | Węgry                                | Węgry                                | Węgry                                | Węgry                                | Węgry                                | Węgry                                | Węgry                                | Węgry                                | 27   | NS   |
| 2007 | Patkó Autó- Motorsport | Tatuus FR2000      | Renault    | 3                                    | 3                                    | -                                    | -                                    | 2                                    | 2                                    | -                                    | -                                    | -                                    | -                                    | NU                                   | 4                                    | -                                    | -                                    | 27   | NS   |
| 2008 |                        |                    |            | Węgry                                | Węgry                                | Węgry                                | Węgry                                | Węgry                                | Węgry                                | Węgry                                | Węgry                                | Węgry                                | Węgry                                | Węgry                                | Węgry                                |                                      |                                      | 52   | 2    |
| 2008 | Patkó Autó- Motorsport | Tatuus FR2000      | Renault    | NU                                   | 3                                    | 2                                    | NU                                   | 4                                    | 4                                    | 1                                    | NU                                   | 3                                    | 3                                    | 3                                    | -                                    |                                      |                                      | 52   | 2    |
| 2010 |                        |                    |            | Węgry                                | Węgry                                | Węgry                                | Węgry                                | Słowacja                             | Słowacja                             | Węgry                                | Węgry                                | Austria                              | Austria                              |                                      |                                      |                                      |                                      | 26   | 5    |
| 2010 | Patkó Formula Racing   | Coloni CN98        | Nissan     | NU                                   | 4                                    | 5                                    | 3                                    | 4                                    | 3                                    | -                                    | -                                    | -                                    | -                                    |                                      |                                      |                                      |                                      | 26   | 5    |
| 2012 |                        |                    |            | Węgry                                | Węgry                                | Słowacja                             | Słowacja                             | Węgry                                | Węgry                                | Słowacja                             | Słowacja                             | Węgry                                | Węgry                                | Węgry                                |                                      |                                      |                                      | 26   | 6    |
| 2012 | Race Club              | Tatuus FR2000      | Renault    | -                                    | -                                    | -                                    | -                                    | -                                    | -                                    | -                                    | -                                    | 1                                    | 2                                    | 2                                    |                                      |                                      |                                      | 26   | 6    |
| 2013 |                        |                    |            | Węgry                                | Węgry                                | Węgry                                | Węgry                                | Słowacja                             | Słowacja                             | Słowacja                             | Słowacja                             | Węgry                                | Węgry                                | Węgry                                |                                      |                                      |                                      | 72   | 2    |
| 2013 | Feke-Team              | Dallara F308       | Fiat       | 3                                    | 9                                    | 3                                    | 3                                    | 2                                    | 2                                    | 2                                    | 1                                    | 2                                    | 3                                    | 3                                    |                                      |                                      |                                      | 72   | 2    |
| 2014 |                        |                    |            | Węgry                                | Węgry                                | Słowacja                             | Słowacja                             | Węgry                                | Węgry                                | Słowacja                             | Słowacja                             | Węgry                                | Węgry                                | Węgry                                |                                      |                                      |                                      | 86   | 2    |
| 2014 | School Team Hungary    | Dallara F308       | Fiat       | 3                                    | 2                                    | 3                                    | 1                                    | NU                                   | 3                                    | 1                                    | 1                                    | 3                                    | 2                                    | 2                                    |                                      |                                      |                                      | 86   | 2    |
| 2015 |                        |                    |            | Węgry                                | Węgry                                | Austria                              | Austria                              | Węgry                                | Węgry                                | Słowacja                             | Słowacja                             | Węgry                                | Węgry                                | Węgry                                |                                      |                                      |                                      | 91   | 2    |
| 2015 | Formula Student        | Dallara F308       | Fiat       | 1                                    | 6                                    | 5                                    | 5                                    | 1                                    | 1                                    | 2                                    | 2                                    | 1                                    | 2                                    | 2                                    |                                      |                                      |                                      | 91   | 2    |
| 2016 |                        |                    |            | Węgry                                | Węgry                                | Węgry                                | Węgry                                | Węgry                                | Słowacja                             | Słowacja                             | Czechy                               | Czechy                               | Węgry                                | Węgry                                | Węgry                                |                                      |                                      | 18   | 8    |
| 2016 | F&F Menedzsment        | Tatuus FR2000      | Renault    | -                                    | -                                    | -                                    | -                                    | -                                    | -                                    | -                                    | -                                    | -                                    | 1                                    | 2                                    | NU                                   |                                      |                                      | 18   | 8    |

### Austriacka Formuła 3
| Rok  | Zespół          | Samochód     | Silnik | Wyniki w poszczególnych eliminacjach | Wyniki w poszczególnych eliminacjach | Wyniki w poszczególnych eliminacjach | Wyniki w poszczególnych eliminacjach | Wyniki w poszczególnych eliminacjach | Wyniki w poszczególnych eliminacjach | Wyniki w poszczególnych eliminacjach | Wyniki w poszczególnych eliminacjach | Wyniki w poszczególnych eliminacjach | Wyniki w poszczególnych eliminacjach | Wyniki w poszczególnych eliminacjach | Wyniki w poszczególnych eliminacjach | Wyniki w poszczególnych eliminacjach | Wyniki w poszczególnych eliminacjach | Pkt. | Msc. |
| ---- | --------------- | ------------ | ------ | ------------------------------------ | ------------------------------------ | ------------------------------------ | ------------------------------------ | ------------------------------------ | ------------------------------------ | ------------------------------------ | ------------------------------------ | ------------------------------------ | ------------------------------------ | ------------------------------------ | ------------------------------------ | ------------------------------------ | ------------------------------------ | ---- | ---- |
| 2015 |                 |              |        | Włochy                               | Włochy                               | Austria                              | Austria                              | Niemcy                               | Niemcy                               | Austria                              | Austria                              | Czechy                               | Czechy                               | Niemcy                               | Niemcy                               | Czechy                               | Czechy                               | 0    | NS   |
| 2015 | Formula Student | Dallara F308 | Fiat   | -                                    | -                                    | 12                                   | 13                                   | -                                    | -                                    | -                                    | -                                    | -                                    | -                                    | -                                    | -                                    | -                                    | -                                    | 0    | NS   |